# قروتشان (درونغر)
قروتشان (بالفارسية: قروچان) هي قرية تقع في إيران في قسم درونغر الريفي. يقدر عدد سكانها بـ 107 نسمة .